# Rezső Wanié
Rezső Wanié (ur. 12 kwietnia 1908 w Segedynie, zm. 9 kwietnia 1986 w Sacramento) – węgierski pływak, uczestnik igrzysk olimpijskich, medalista mistrzostw Europy.
Jedyny medal na znaczących zawodach międzynarodowych zdobył na II Mistrzostwach Europy w Bolonii we Włoszech. Został tam brązowym medalistą w męskiej sztafecie 4 × 200 stylem dowolnym (płynął na drugiej zmianie).
Po raz pierwszy i jedyny wystartował na igrzyskach olimpijskich podczas IX Letnich Igrzyskach Olimpijskich w Amsterdamie w 1928 roku. Wziął udział w trzech konkurencjach pływackich. Na dystansie 100 metrów stylem dowolnym wystartował w drugim wyścigu eliminacyjnym, który wygrał z czasem 1:03,4. W drugim półfinale zajął trzecie miejsce z czasem 1:03,8. Do awansu da wyścigu finałowego zabrakło mu 0,4 sekundy. Na dystansie 400 metrów stylem dowolnym odpadł już w eliminacjach zajmując z czasem 5:35,2 ostatnie miejsce w czwartym wyścigu eliminacyjnym. Wanié płynął także na drugiej zmianie męskiej sztafety 4 × 200 m stylem dowolnym. Węgierska drużyna zajęła czwarte miejsce, do brązowego medalu zabrakło jej 0,1 sekundy.
Wanié reprezentował barwy klubu Szegedi Úszó Egylet.
Jego brat András Wanié, także był pływakiem.